# Chrysé

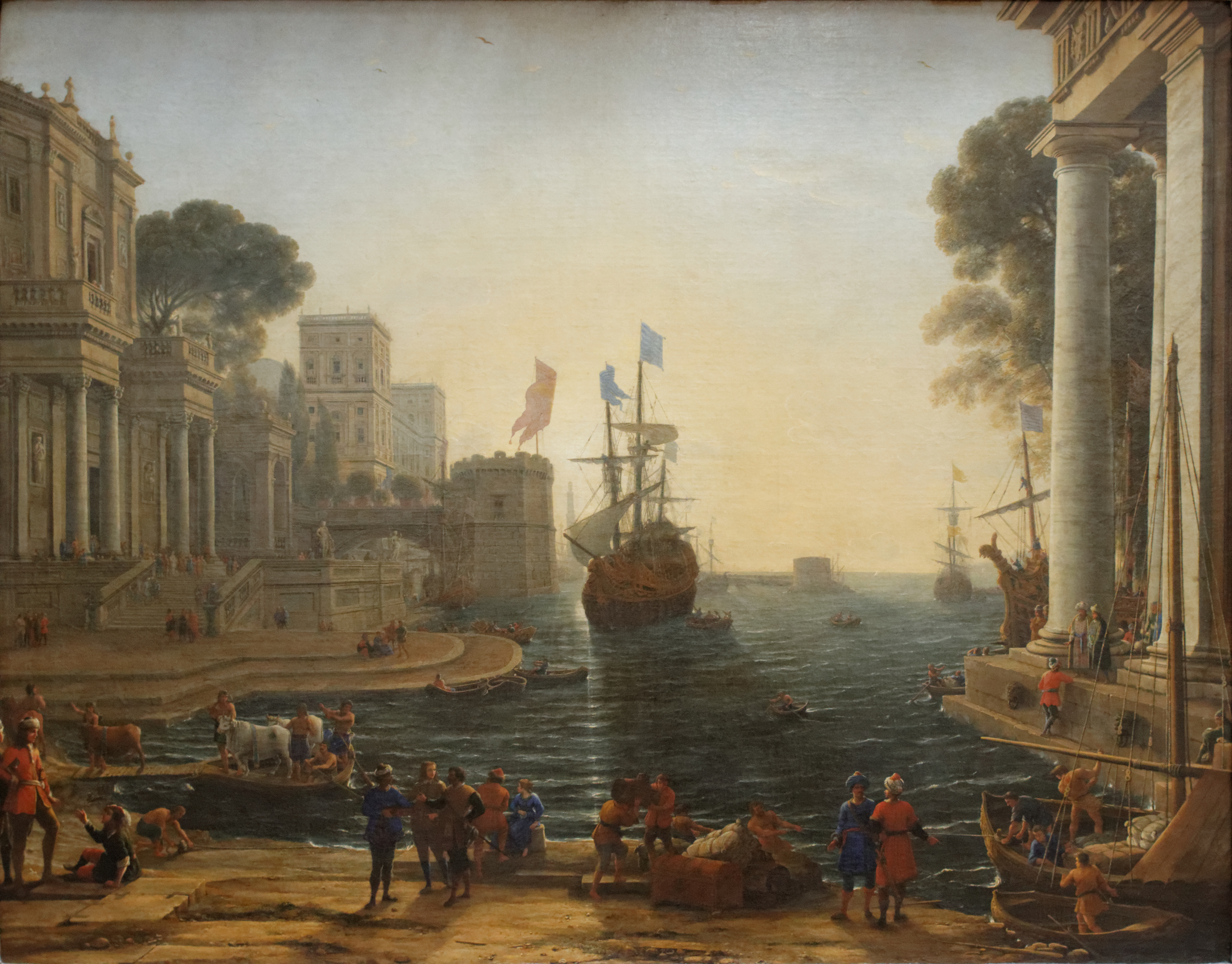
Ulysse remet Chryséis à son père, par Claude Gellée vers 1644.

Dans la mythologie grecque, Chrysé (en grec ancien : Χρύση / Khrýsē) est une ville d'une île située en Mysie près de Troie qui abritait un temple d'Apollon dont Chrysès était le prêtre.
Lors de la guerre de Troie, les Grecs pillèrent la ville, tuèrent Épistrophe[réf. nécessaire], l'époux de Chryséis, la fille du prêtre Chrysès, et la donnèrent en cadeau au roi Agamemnon.